# Jeremiah Harty

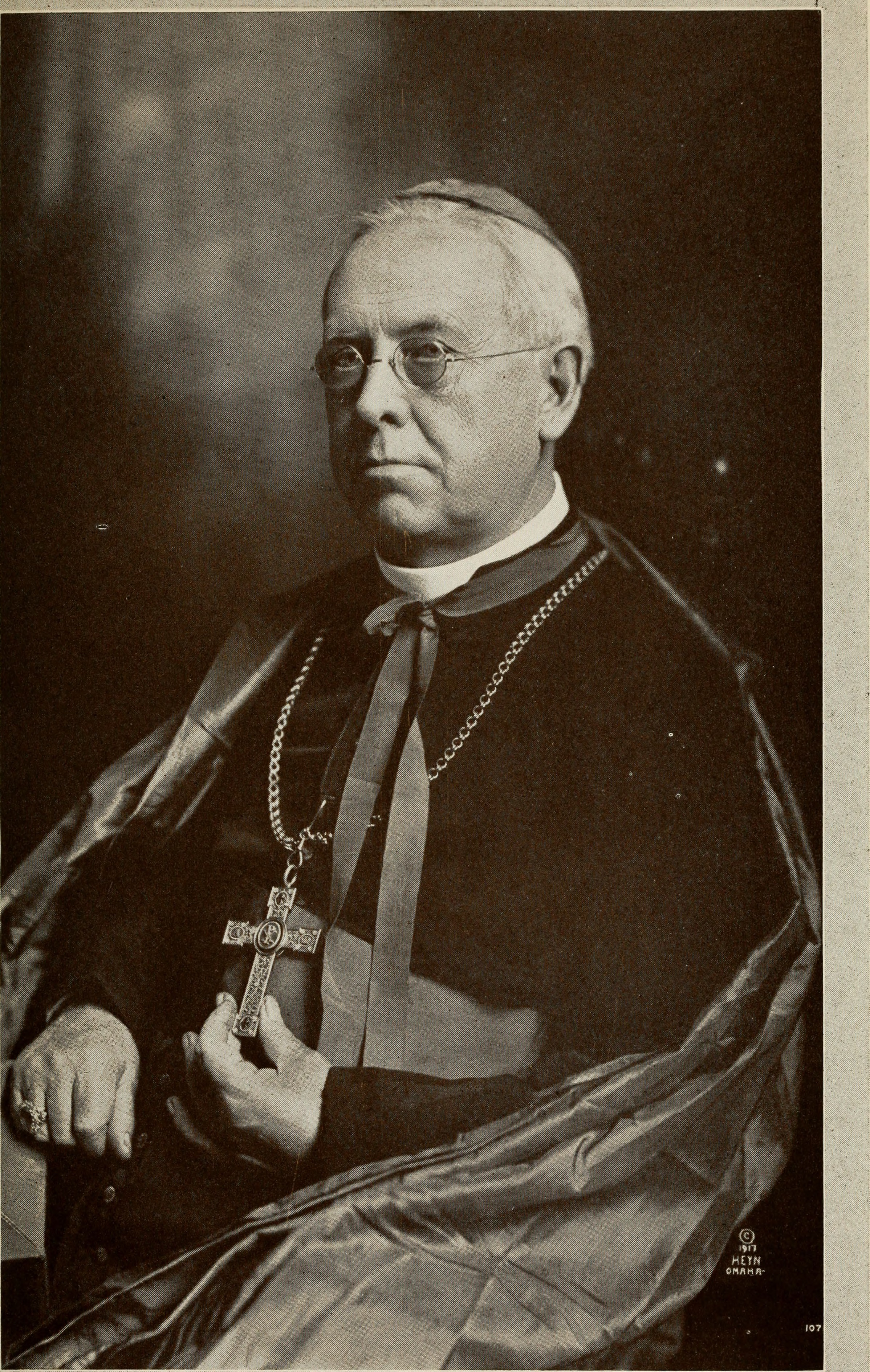
Jeremiah Harty

Jeremiah James Harty (St. Louis, 5 november 1853 - 29 oktober 1927) was een Amerikaans rooms-katholieke geestelijke. Harty was van 1903 tot 1916 de aartsbisschop van het Aartsbisdom Manilla in de Filipijnen. Van 1916 tot zijn dood in 1927 was hij de aartsbisschop van Omaha.
Harty werd tot priester gewijd op 28 april 1878. Op 49-jarige leeftijd, op 6 juni 1903 werd Harty benoemd als aartsbisschop van Manilla. Dertien jaar later volgde een benoeming als aartsbisschop-bisschop van Omaha. Als aartsbisschop van Manilla werd Harty opgevolgd door Michael O'Doherty.